# Rusa alfredi
Il cervo maculato delle Visayas o cervo del principe Alfredo (Rusa alfredi Sclater, 1870) è un mammifero artiodattilo della famiglia dei Cervidi endemico delle Filippine. Specie prettamente notturna ed a rischio d'estinzione, si trova principalmente nelle foreste pluviali di Panay e Negros, sebbene una volta popolasse anche le isole di Cebu, Guimaras, Leyte, Masbate e Samar. È una delle tre specie di cervi endemiche delle Filippine, benché sia stata riconosciuta solamente nel 1983.
L'alimentazione del cervo maculato delle Visayas consiste in diverse varietà d'erba, foglie e gemme. Dal 1991 l'areale della specie è nettamente diminuito ed è rimasto all'incirca il medesimo di quello del cinghiale dalle verruche delle Visayas. Secondo le stime dell'IUCN, alla metà degli anni novanta era presente una popolazione mondiale di circa 2.500 esemplari, benché non si sappia con certezza quanto sia numerosa la popolazione in natura.
Nell'aprile 2009 una squadra di scienziati inglesi e filippini ha scoperto tracce della presenza di due gruppi separati di cervo maculato al North Negros Natural Park. Tali prove sono considerate la prima testimonianza della presenza di questa specie in più di 25 anni. Si stima che circa 300 esemplari vivano nell'isola di Negros e nel corso degli anni sono iniziati diversi progetti di conservazione della specie, benché non finanziati né sostenuti dal governo filippino.

## Descrizione
Misura circa 130 cm di lunghezza, 70-80 cm di altezza al garrese ed una trentina di kg di peso. Il pelo è quasi completamente nero nel quarto anteriore: questo nero si riduce ad una striscia sulla groppa che percorre la spina dorsale fino alla coda, anch'essa nera. Il resto del corpo è bruno-rossiccio con macchie irregolari color bianco sporco.
Il maschio presenta un paio di corna con tre punte che partono tutte dalla base del corno, posta più in alto rispetto alla fronte.

## Biologia
Poco o niente si sa della riproduzione di questo animale, eccetto che la gestazione dura intorno ai 240 giorni.

## Distribuzione e habitat
Il suo areale è praticamente lo stesso del cinghiale verrucoso delle Visayas, col quale condivide l'habitat e le minacce provenienti dall'uomo.
Inizialmente era diffuso nelle dense foreste di tutto l'arcipelago delle Visayas. Uno studio del 1985 indicò che il suo areale si era ridotto solo alle quattro isole maggiori dell'arcipelago (Panay, Leyte, Negros e Samar), mentre sei anni più tardi sopravviveva in gruppi sparsi solo su Panay e Negros.